# Der Doktor Faust. Ein Tanzpoem

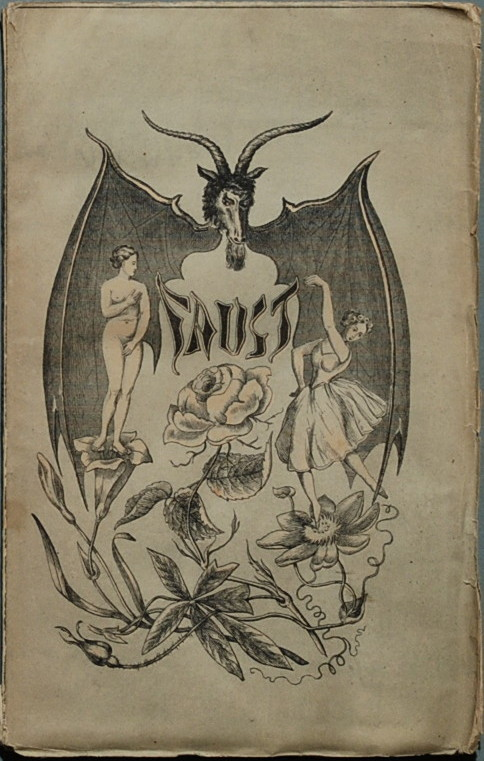
Original-Broschur des Erstdruckes.

Der Doktor Faust. Ein Tanzpoem ist eines der letzten Werke Heinrich Heines, veröffentlicht von seinem Verleger Julius Campe. Heine schrieb es um 1846 auf Bitten des Direktors des Her Majesty’s Theatre in London. Dieser plante für die aktuelle Saison noch ein Ballett, welches aber durch erfolgreiche Auftritte der Sängerin Jenny Lind, die „schwedische Nachtigall“ genannt, überflüssig wurde.

## Entstehungsgeschichte
Bereits in jungen Jahren faszinierte Heine Goethes „Faust“. So kam es während seiner Harzreise 1824 zum Treffen der beiden, wobei Goethe zu Heines Enttäuschung sehr distanziert wirkte. In den darauffolgenden Jahren beschäftigte er sich mehrfach mit Faust, legte die Arbeiten aber 1826 nieder.
Erst während der Zeit der bis zu seinem Lebensende andauernden Matratzengruft besann sich Heine des Fauststoffes.

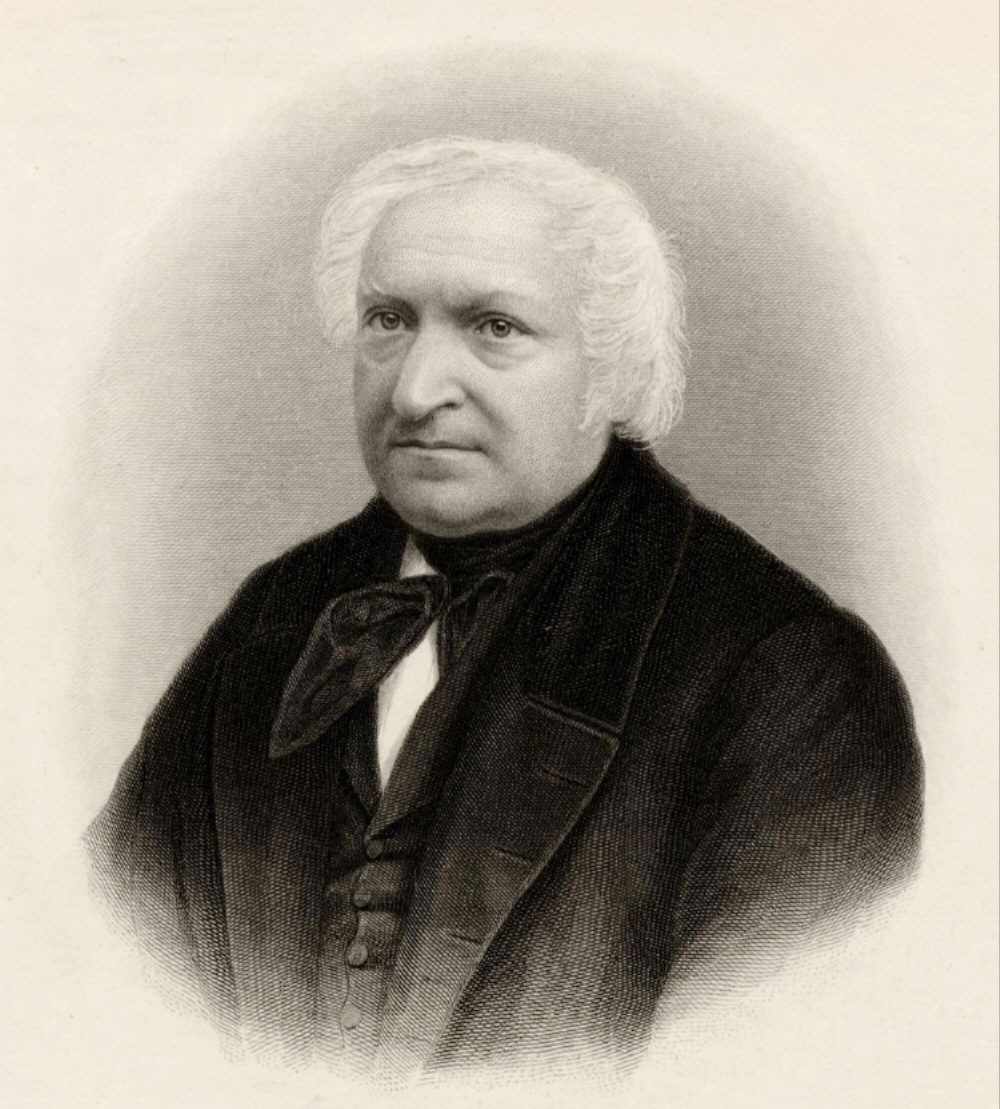
Julius Campe

Operndirektor Benjamin Lumley (1811–1875), von Théophile Gautier über Heines literarisches Mitwirken an dem seinerzeit erfolgreichen Ballett „Giselle“ informiert, besuchte 1846/47 Heine in seiner Pariser Wohnung. Lumley träumte schon damals von der Verarbeitung des Fauststoffes – einer „idée originelle“.
Von Ende November 1846 bis Anfang Februar 1847 schrieb Heine den Doktor Faust nieder. Nach dessen Übergabe am 28. Dezember schickte Heine am 27. Februar seine Erläuterungen für ein Programmheft.
Aufgrund innerer Streitereien der Choreografen und des anhaltenden Erfolges Jenny Linds wurde das Stück jedoch gestrichen; Heine erhielt dennoch eine hohe Abfindung von 240 Pfund.
Das Werk sollte nun 1851 als viertes Buch der Gedichtsammlung Romanzero veröffentlicht werden. Da der Verleger Julius Campe aber die Massenwirksamkeit dieses Buches bezweifelte und das Gesamtwerk damit nicht zerstören wollte, erschienen die ersten 5000 Exemplare unter dem Titel „Der Doktor Faust. Ein Tanzpoem, nebst kuriousen Berichten über Teufel, Hexen und Dichtkunst“. Die Erstauflage hatte 106 Seiten.

## Inhalt

### 1. Akt: Mitternacht
Faust vollführt eine Teufelsbeschwörung: Donner und Blitz, die Erde öffnet sich, Mephistophela erscheint. Faust, skeptisch und zögerlich zunächst, später interessiert und zunehmend fasziniert, lässt sich von der Teufelin das Tanzen lehren, was nach vergeblichen Versuchen letztlich gelingt. Die Erscheinung eines Trugbildes verführt ihn zum Teufelspakt: irdische Genüsse um den Preis seiner himmlischen Seligkeit. Ein teuflisches Ballett (mit den Höllenfürsten) feiert die Unterzeichnung.

### 2. Akt: Fürstenhof mit Herzog und Herzogin
Faust erkennt in der Gestalt der Herzogin das Trugbild. Beim innigen Tanz des Faust mit der Herzogin wird ihr Gemahl von Mephistophela durch einen Tanz abgelenkt. Ein Teufelsmal am Hals verrät die Herzogin als Zauberin, worauf Faust sie zum nächsten Hexensabbat einlädt. Der Herzog bemerkt den Flirt, die Situation eskaliert, Faust und Mephistophela fliehen.

### 3. Akt: Hexensabbat (Treffen der Unterwelt)
Maskierte Höllenwesen beten eine schwarze Bockstatue an und bieten Tänze dar. Faust und die Herzogin tanzen erneut und verschwinden für kurze Zeit im Gebüsch. Als sich diese danach dem schwarzen Bock hingibt, ist Faust angeekelt. Er und Mephistophela beschließen zu fliehen. Beim ersten Sonnenstrahl geht der schwarze Bock in Flammen auf – der Spuk ist zu Ende.

### 4. Akt: Eine Insel im Archipel
Faust und Mephistophela erreichen den Tempel der Aphrodite, wo Helena von Troja weilt. Faust sieht in ihr die reine Natürlichkeit und Schönheit, beide geraten beim Tanz zu zweit in Verzückung. Die Herzogin ist gefolgt; erzürnt beim Anblick der Tanzenden, verwandelt sie alles ins Hässliche und schwört Unwetter herbei. Faust, gestört in seinem Wahn und wutentbrannt, erdolcht sie. Er und Mephistophela fliehen vor den Fluten, die Insel versinkt.

### 5. Akt: Schützenumzug vor einer Kathedrale
Im Trubel verliebt sich Faust in die Bürgermeistertochter, hält um ihre Hand an, worauf Mephistophela den sich im Nu bildenden Brautzug stört, ein schreckliches Gewitter heraufbeschwört und Fausts Vertragsverpflichtungen einmahnt – dessen irdische Genüsse sind vorbei. Das Volk flieht in die nahe Kathedrale, Faust – nach vergeblichem Bemühen, das Unheil abzuwenden – bittet um Gnade. Mephistophela, als Schlange verwandelt, erdrosselt Faust. Die Erde öffnet sich, der teuflische Hofstaat verschwindet mit Faust in die Hölle.

## Textausgaben und Sekundärliteratur
- Heinrich Heine: Der Doktor Faust. Ein Tanzpoem. Nebst kuriosen Berichten über Teufel, Hexen und Dichtkunst. Mit Zeichnungen von József Divéky. Morawe & Scheffelt Verlag, Berlin 1912. Mit einem lose beigelegten Nachwort von Karl Georg Wendriner. Bibliophiler Druck in 400 nummerierten Exemplaren. Davon ein Nachdruck in verkleinertem Format, ohne das Nachwort und in neuem Satz:
- Heinrich Heine: Der Doktor Faust. Ein Tanzpoem. Nebst kuriosen Berichten über Teufel, Hexen und Dichtkunst. Mit Zeichnungen von József Divéky. Insel Verlag, Frankfurt am Main 1987 – Insel-Bücherei 1030/2 (ISBN 3-458-19030-9)
- Heinrich Heine: Der Doktor Faust. Ein Tanzpoem. Bibliographisch ergänzte Ausgabe. Reclam, Stuttgart 2007, ISBN 978-3-15-003605-1.
- Max Niehaus: Himmel, Hölle und Trikot. Heinrich Heine und das Ballett. Nymphenburger Verlagshandlung, München 1959.
- Roland Lillie: Der Faust auf der Tanzbühne. Das Faustthema in Pantomime und Ballett. Phil. Dissertation, Berlin 1967 (auch: Schön, München 1968).

## Vertonungen
- František Škvor Doktor Faust – Ballett nach Heinrich Heine (1926)
- Werner Egk Abraxas – ein Faust-Ballett nach Heinrich Heine (1948)
- Bertold Hummel Faustszenen – Ballett nach einem Tanzpoem von Heinrich Heine op. 72 (1979)